# Tomas Clerck
Tomas Clerck, född 11 december 1614 i Örebro, död 1682, var en svensk borgmästare.

## Biografi
Tomas Clerck föddes 1614 i Örebro. Han var son till kaptenen William Clerck och Malin Duncan. Clerck blev 22 juni 1630 student vid Uppsala universitet och blev 1645 lagläsare i Nora bergslag. Han blev 1649 syndikus i Örebro stad och 29 augusti 1649 justitieborgmästare i Örebro stad. Clerck var vid samma tid även underlagman i Närke och blev 21 augusti 1653 häradshövding i Valkebo härad. Han adlades 21 februari 1678 till Clerck (adopterade), på sin bror Hans Clercks nummer 433. Clerck avled 1682 och begravdes i Örebro stadskyrka, där hans epitafium sattes upp.
Clerck var riksdagsledamot för borgarståndet i Örebro vid riksdagen 1680.

### Familj
Clerck gifte sig första gången med Christina Lithman (död 1656), dotter till kyrkoherden Nicolaus Jacobi Bothniensis i Örebro och Anna Börjesdotter. De fick tillsammans barnen häradshövdingen Nils Clerck (död 1690) i Österbotten, Anna Clerck, Magdalena Clerck (död 1717) som var gift med domprosten Laurentius Erici Rahm i Strängnäs församling, ryttmästaren Hans Clerck (död 1707) vid livregementet till häst, lagmannen Vilhelm Clerck, Anna Clerck (död 1651), majoren Jakob Clerck (död 1715) vid amiralitetet, regementsfältskären Carl Clerck i Stralsund och Lars Clerck.
Clerck gifte sig andra gången med Anna Geijer (1636–1673) dotter till bergmästaren Christoffer Geijer och Dorotea de Besche. Anna Geijer var änka efter Erik Kjellman. Clerck och Geijer fick tillsammans barnen Christina Clerck (1657–1709) som var gift med bergmästaren Johan Kiällman i Värmland, Dorotea Clerck (död 1709) som var gift med överstelöjtnanten Peter Wetzler, Sara Clerck (död 1722) som var gift med ryttmästaren Peter Frisk (von Frischen), Tomas Clerck (död 1663), Anna Clerck (1665–1692) som var gift med överinspektören Hans Ehrenpreus, Margareta Clerck (1668–1748) som var gift med kyrkoherden Justus Christopher Hauswolff i Karlskrona tyska församling, kaptenen Tomas Clerck (1671–1715), majoren Christoffer Clerck (1672–1727) och Ture Clerck (död 1679).
Clerck gifte sig tredje gången med Catharina Thun (död 1679) dotter till handlanden Mikael Thun och Catharina Danckwardt i Nyköping. Catharina Thun var änka efter advokatfiskalen Peter Henriksson Wetzel i kammarkollegiet.